# Сады Лоди

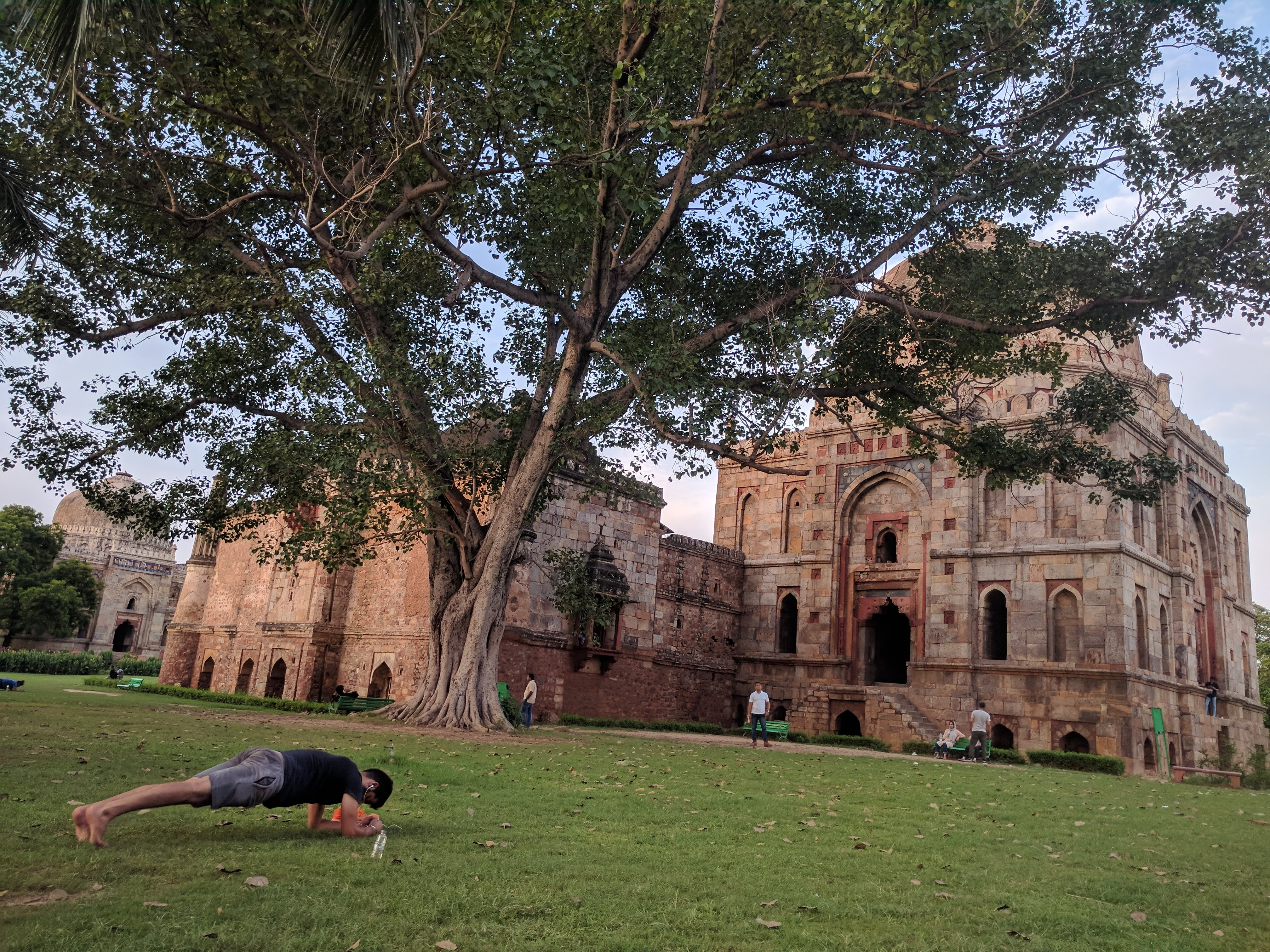
Сады Лоди популярны среди любителей упражнений и пеших прогулок

Сады Лоди (англ. Lodi Gardens, хинди लोधी बाग़, урду لودھی باغ‎) — городской парк в Дели, Индия. Парк занимает площадь около 0,36 км2 и содержит гробницу Мухаммада Шаха, Сикандара Лоди, Шиш Гумбад и Бара Гумбад, примеры архитектуры XV века, когда в Дели господствовали пуштунские династии Саййид и Лоди. Сейчас парк находится под охраной археологического надзора Индии (ASI).

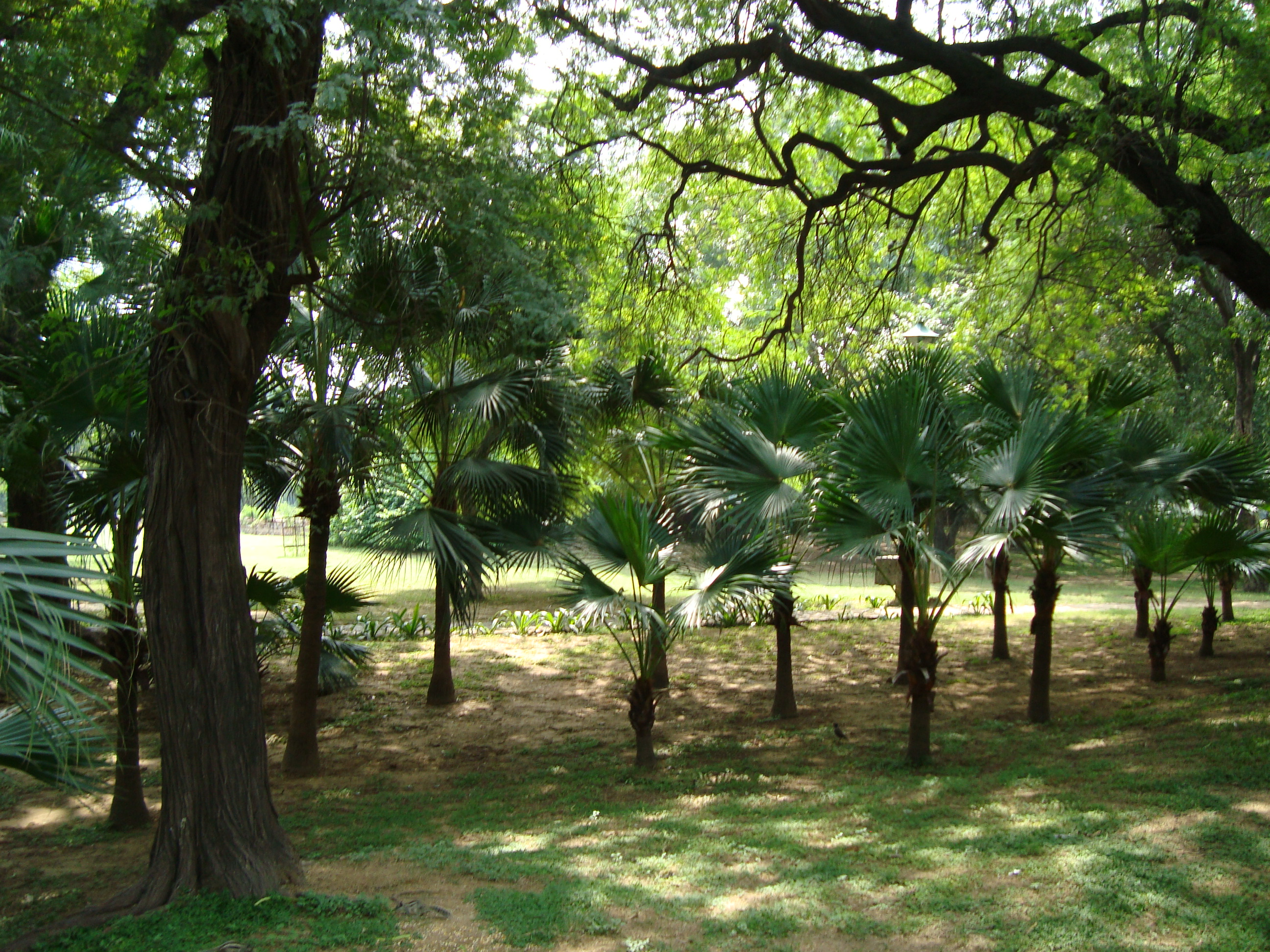
Сады Лоди

Сады расположены между рынком Кхан (англ.) и Гробницей Сафдарджанга на Дороге Лоди. Парк является популярным местом отдыха жителей Дели.

## Галерея

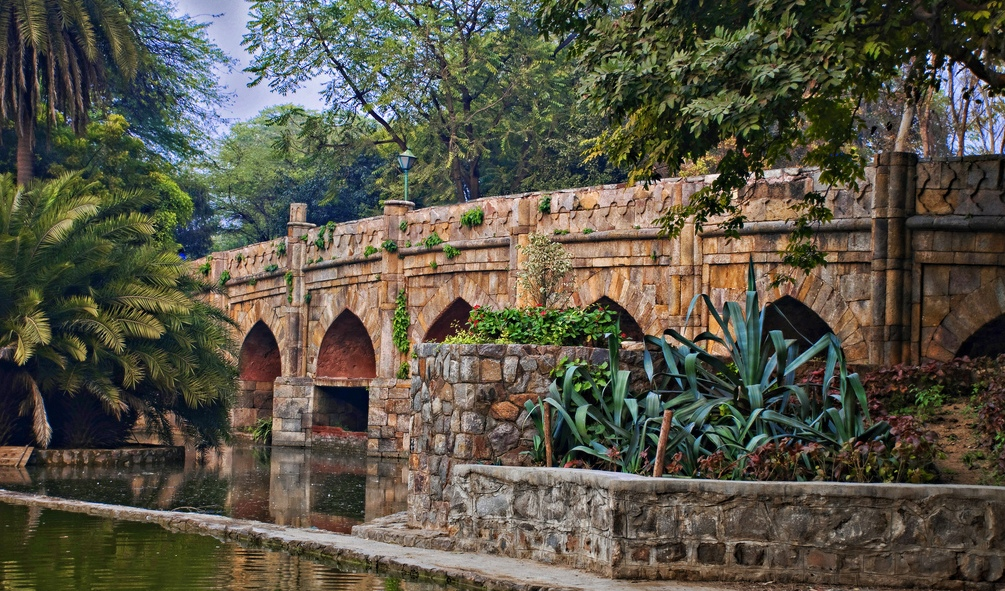
Мост Атпула (восьмиопорный) в садах Лоди
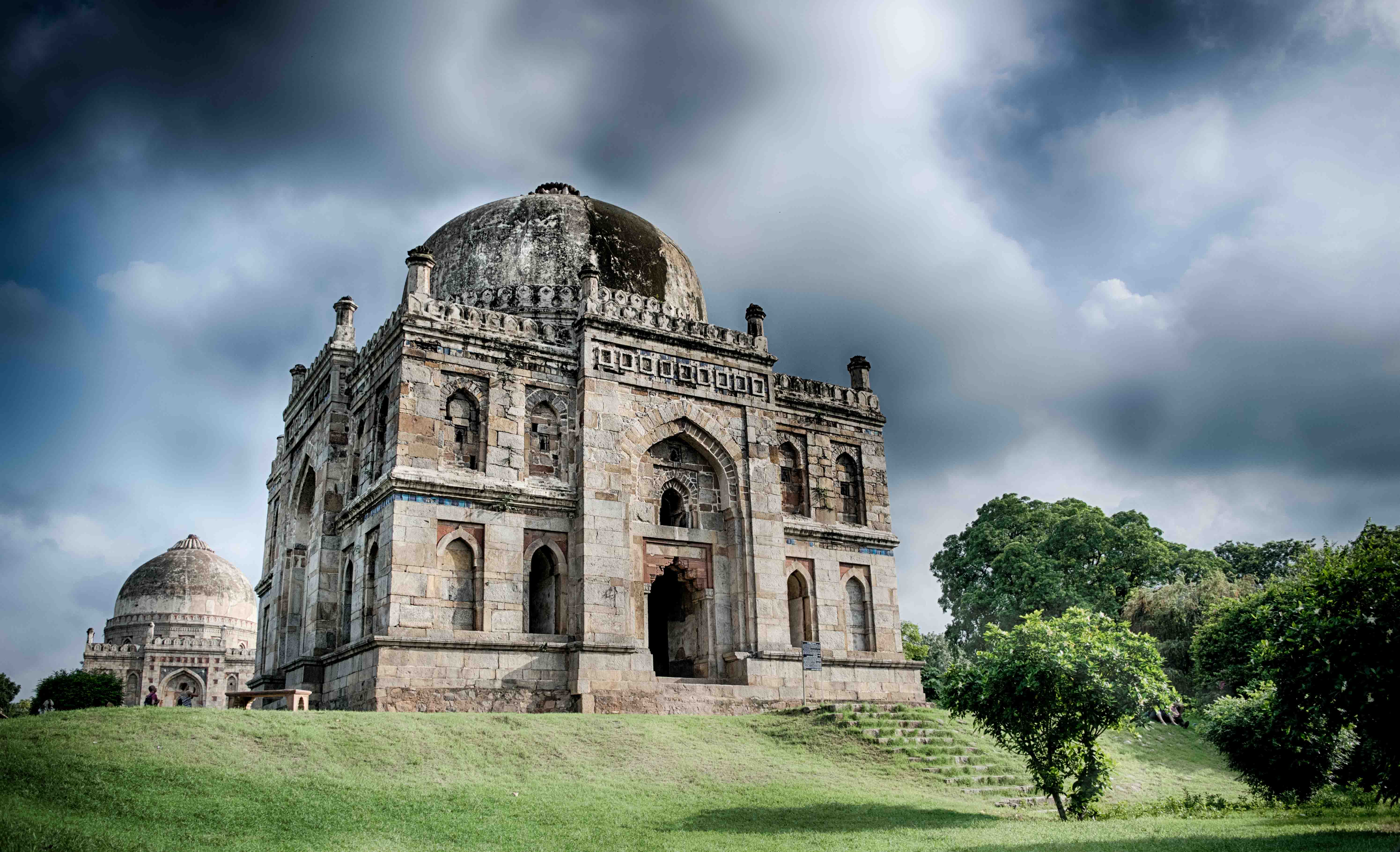
Шиша Гумбад, сады Лоди
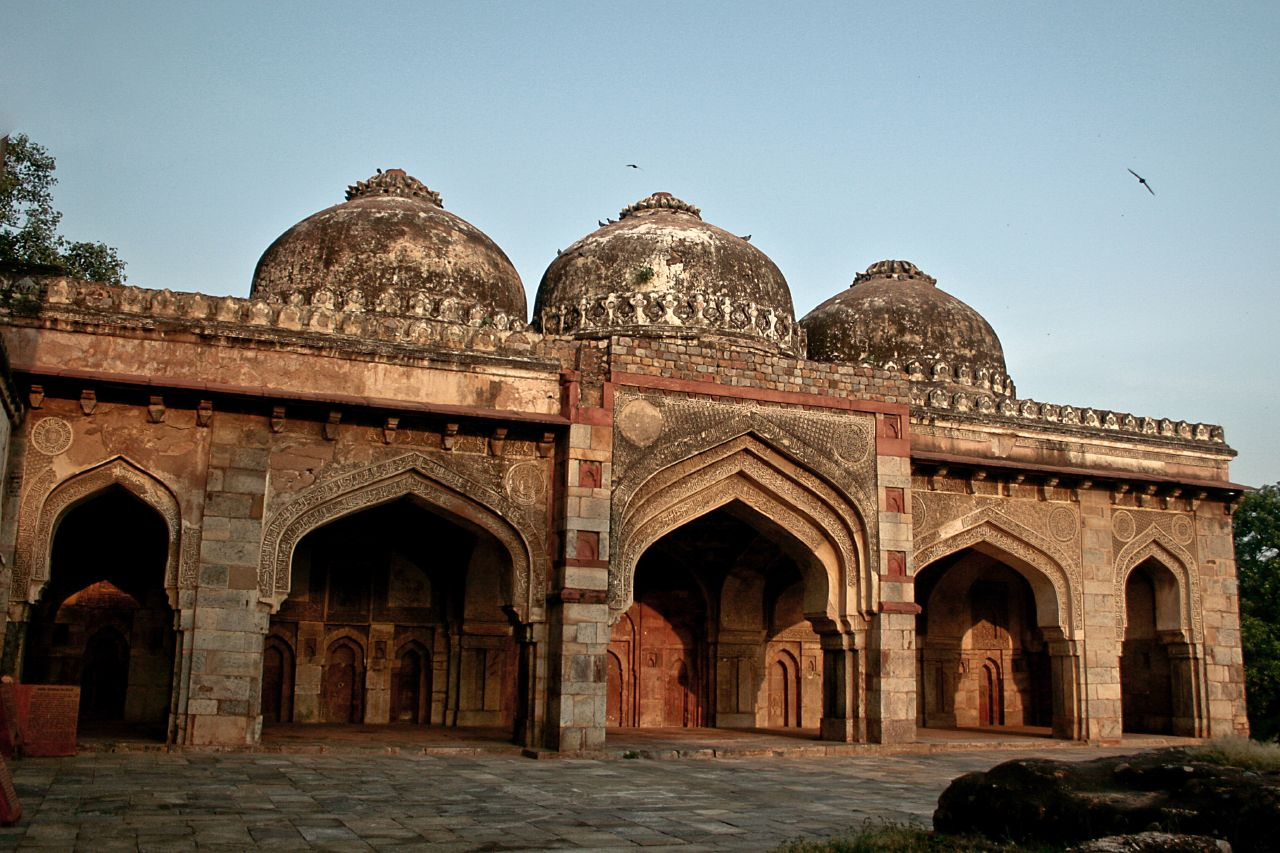
Мечеть с тремя куполами, примыкающая к Бада Гумбад, сады Лоди
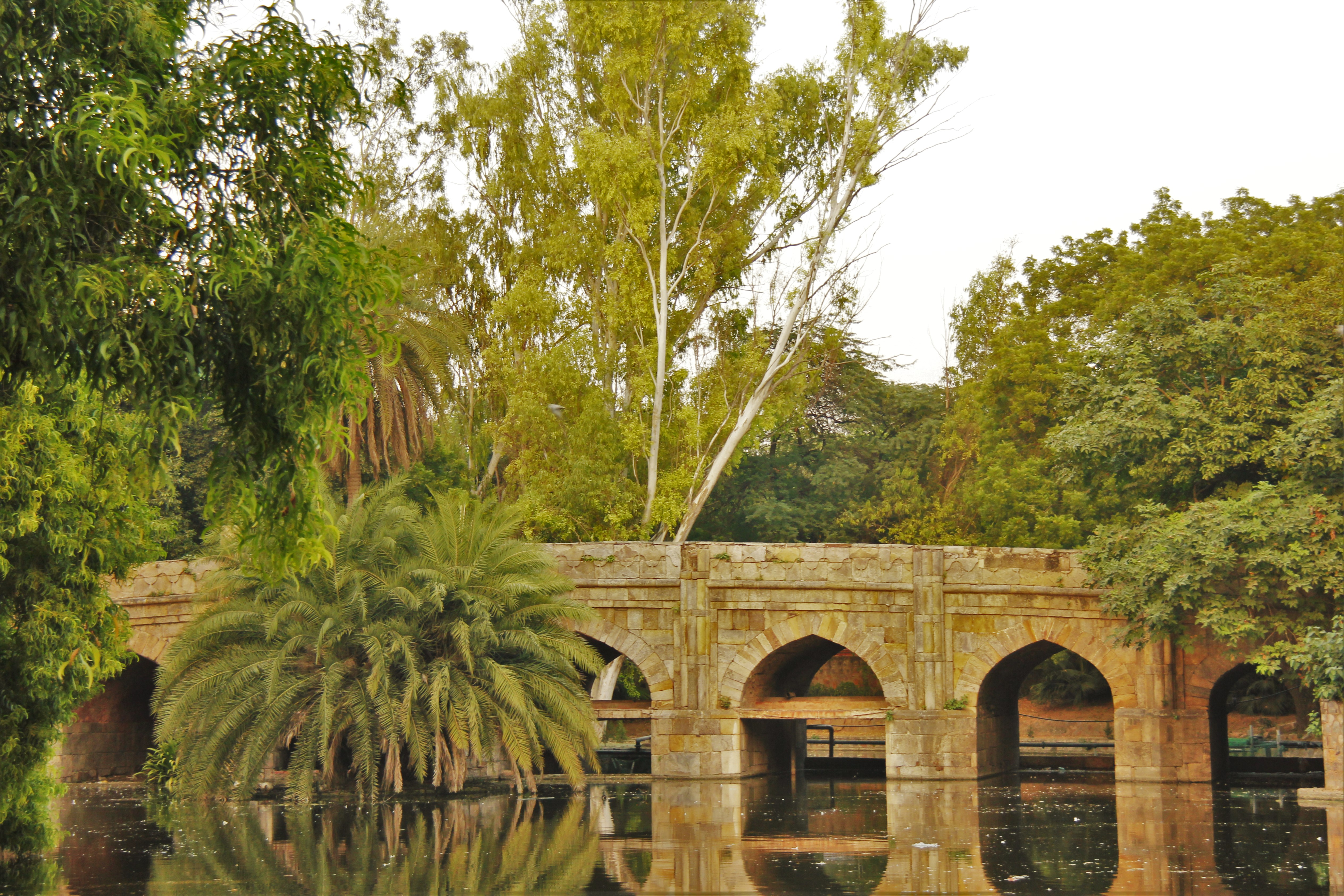
Восьмиопорный мост в садах Лоди
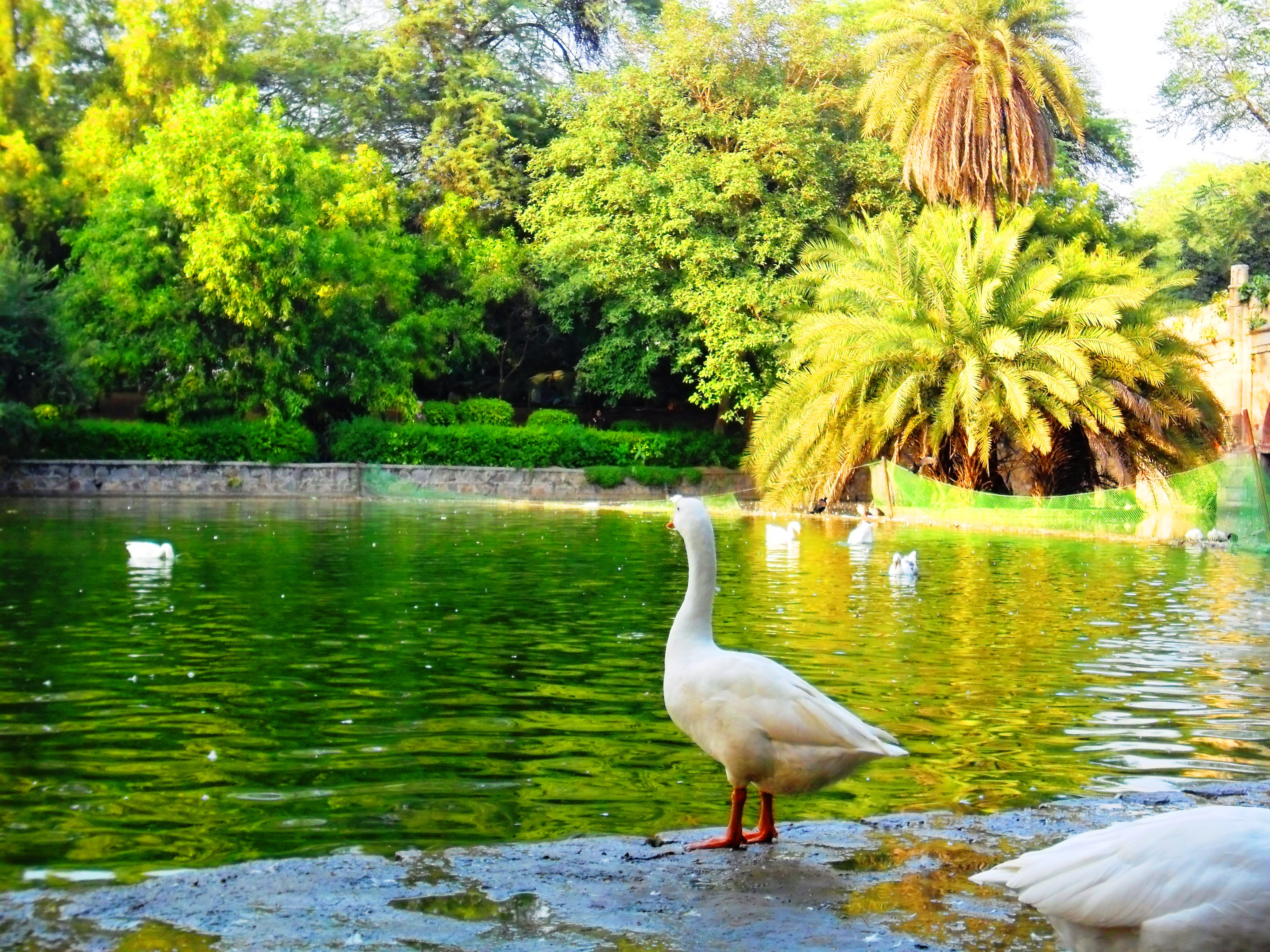
Гусь стоит у озера в садах Лоди
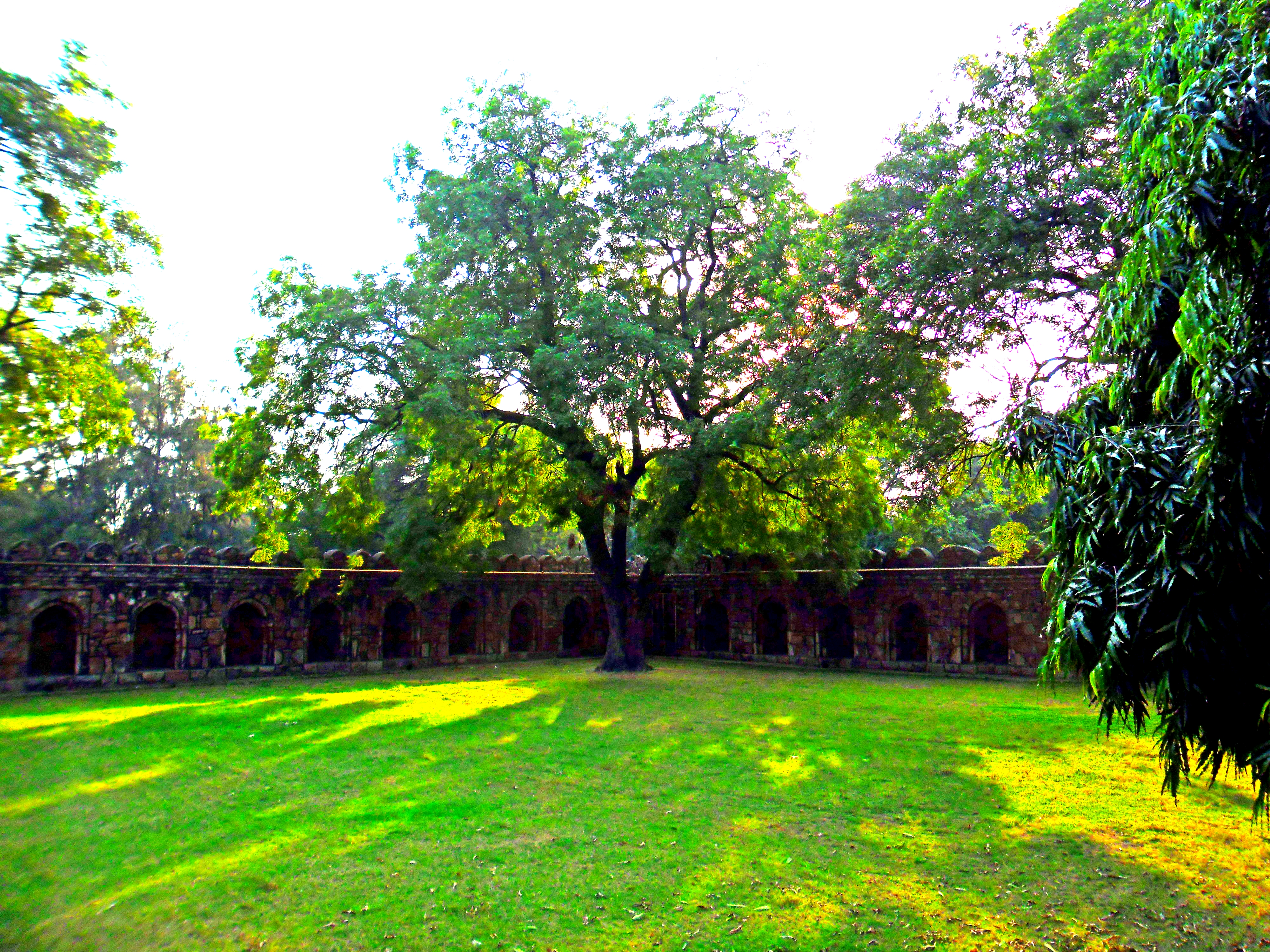
Обнесённая стеной гробница Сикандера Лоди
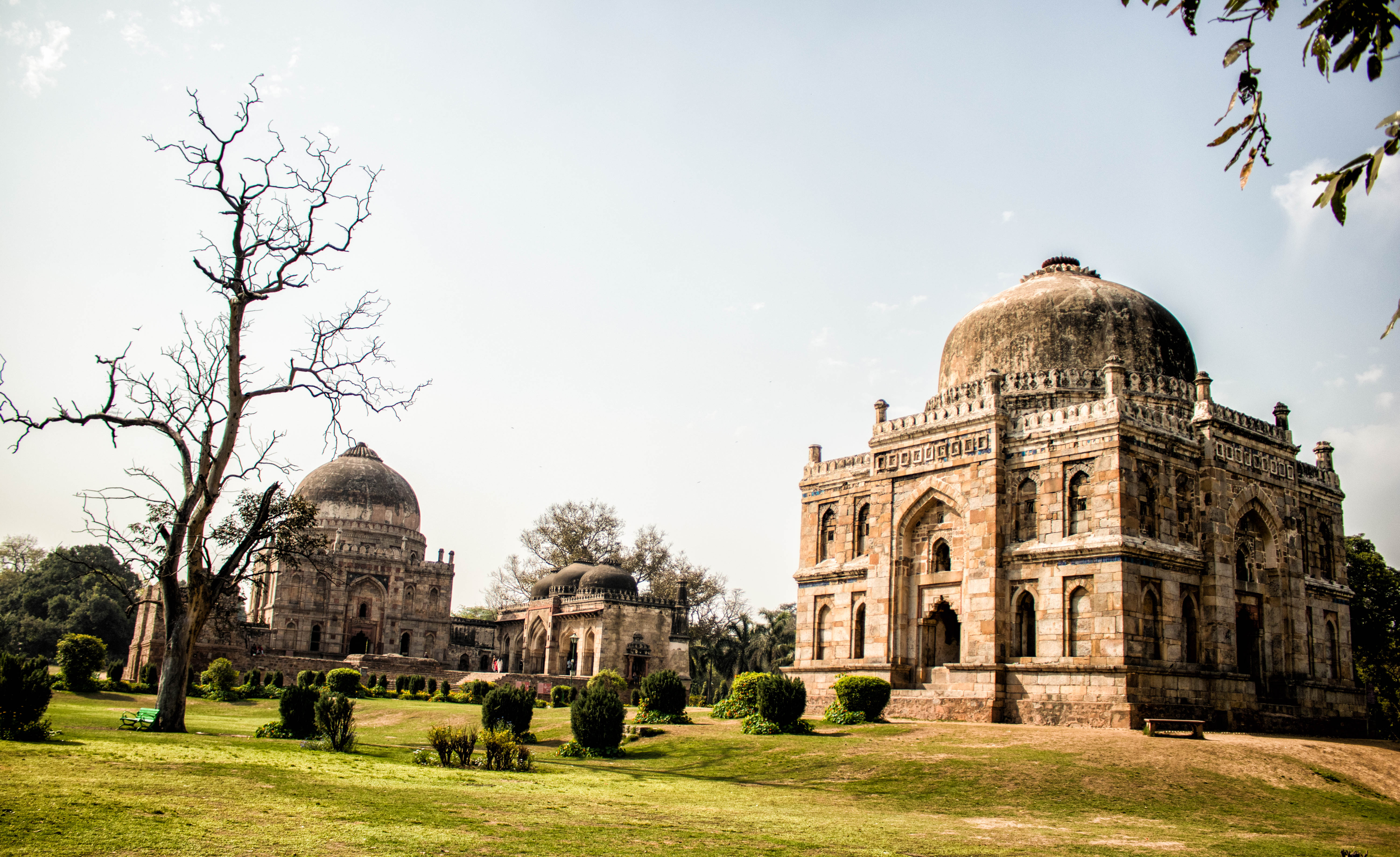
Шиша Гумбад спереди и Бара Гумбад с мечетью сзади
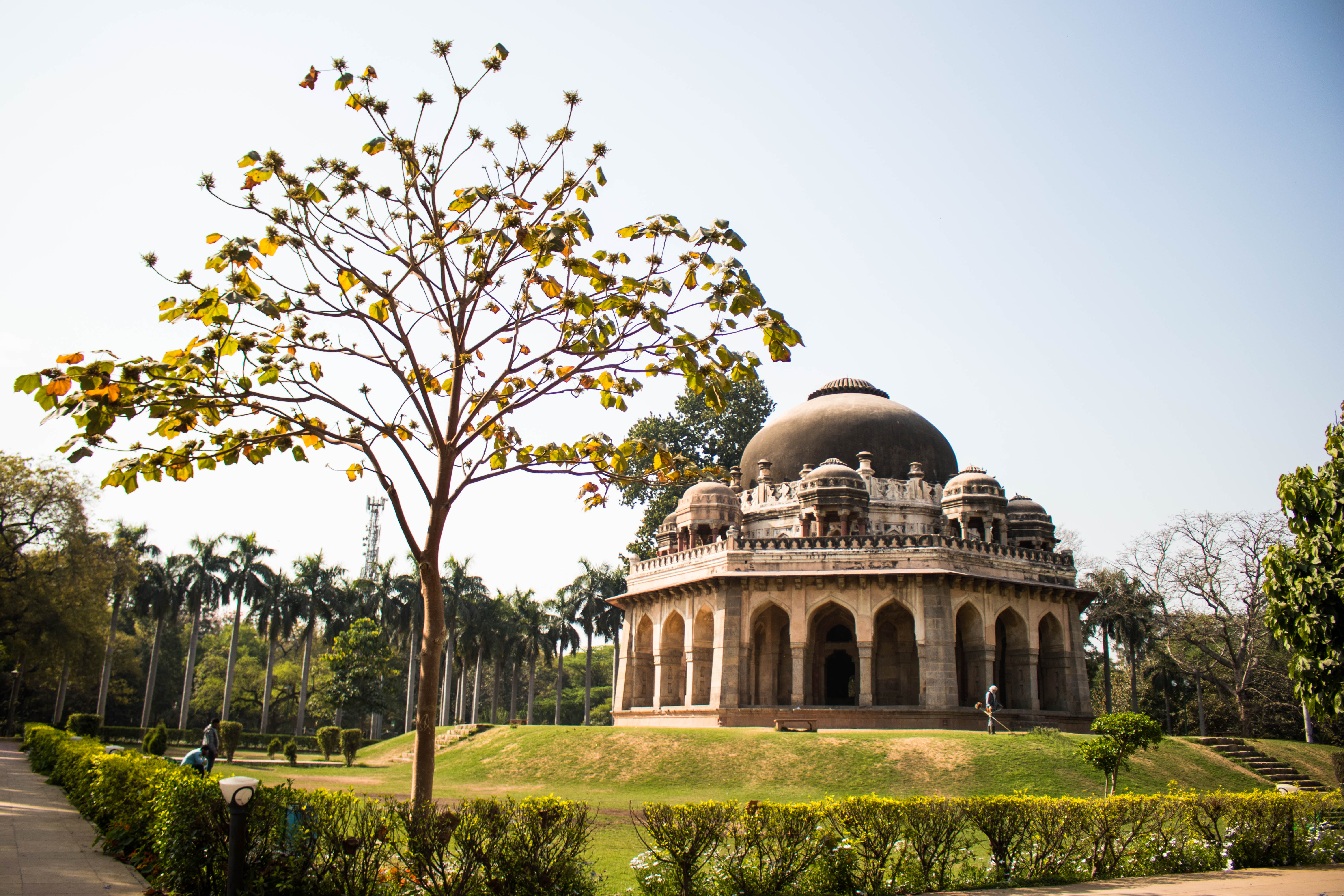
Могила Мухаммед-шаха, известного как Мубарак-Хан-Ка-Гумбаз
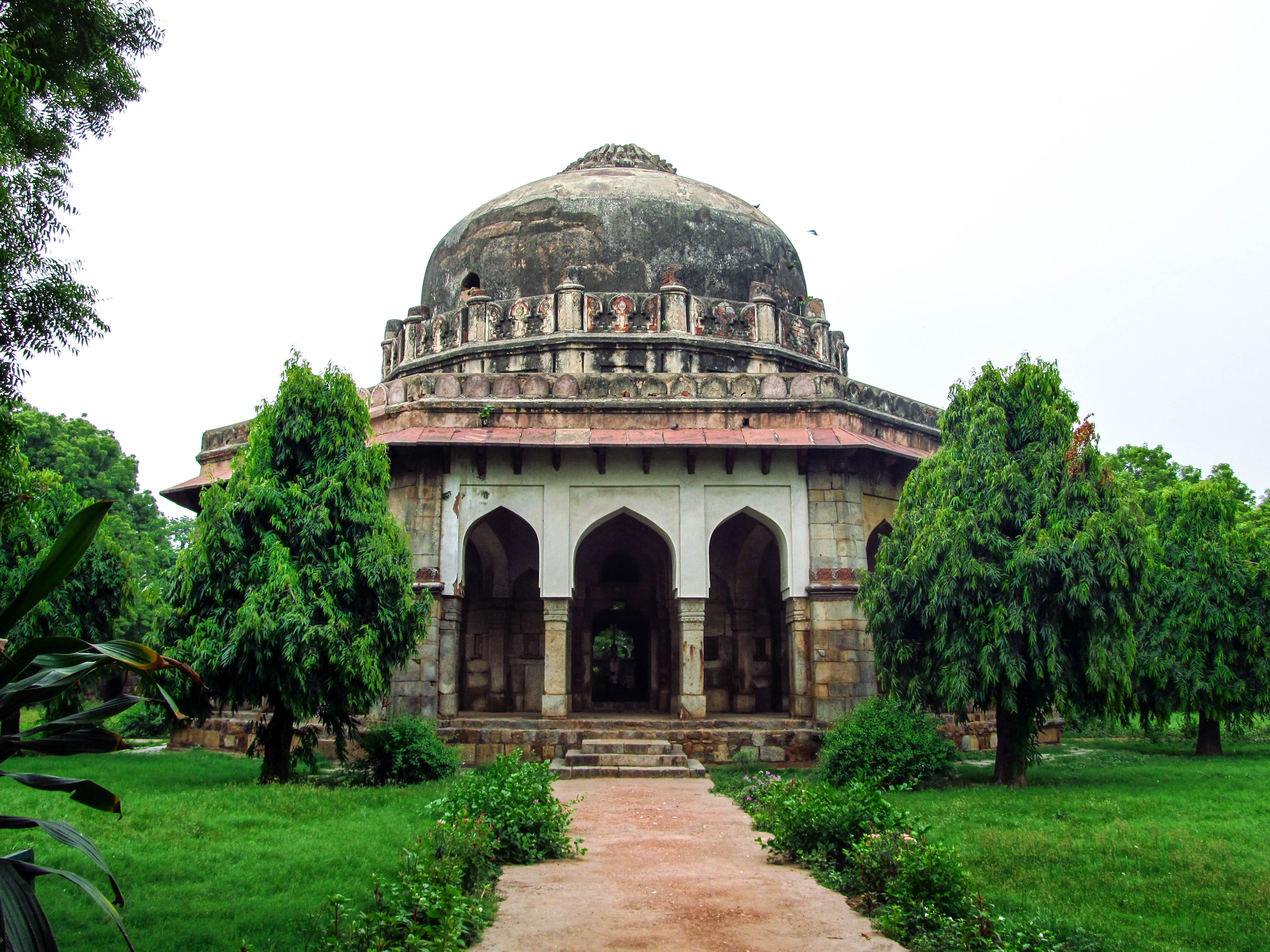
Гробница Сикандера Лоди построена в 1494 году нашей эры
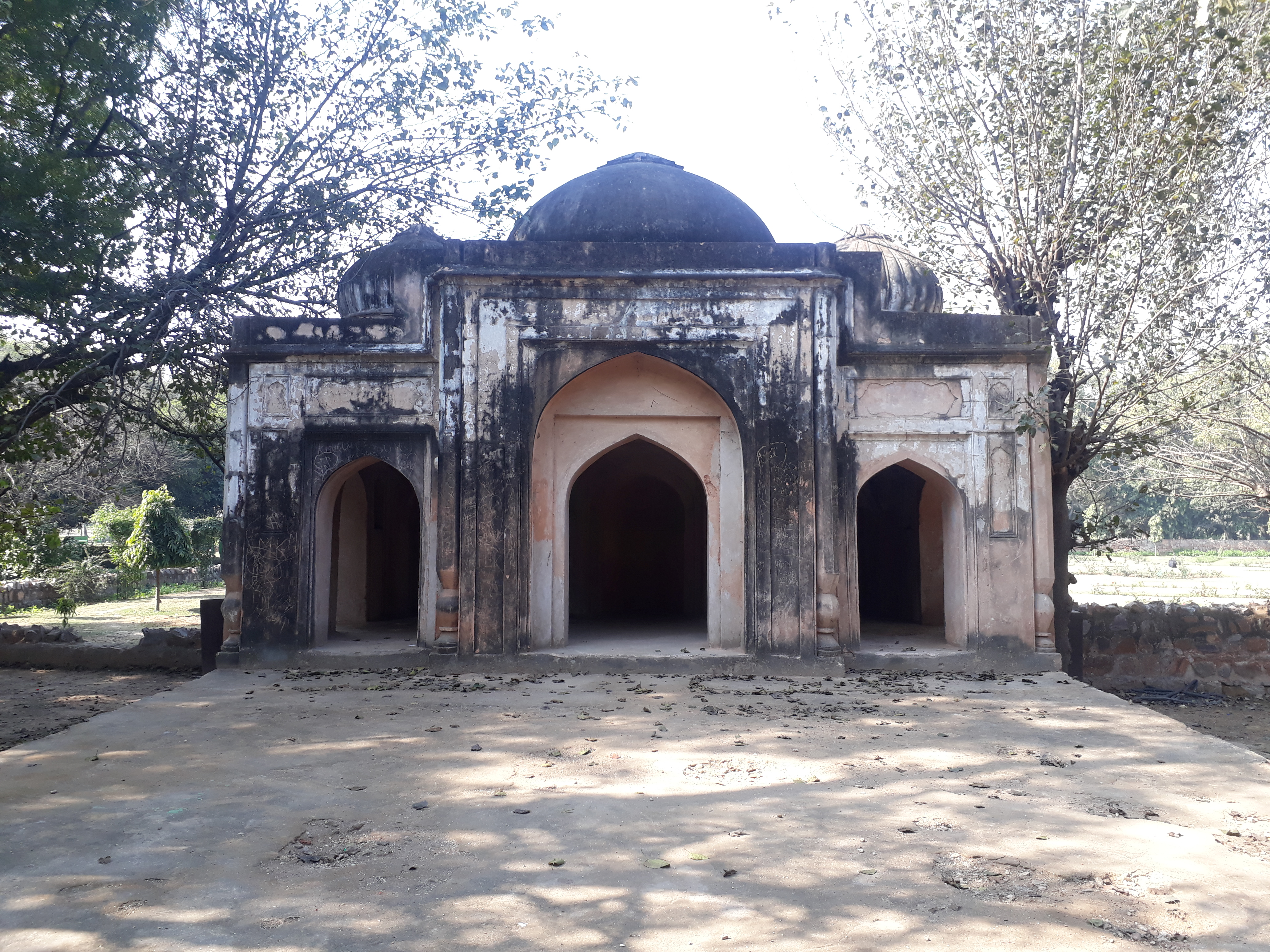
Мечеть с четырьмя стенами огороженного сада